# Soft grunge

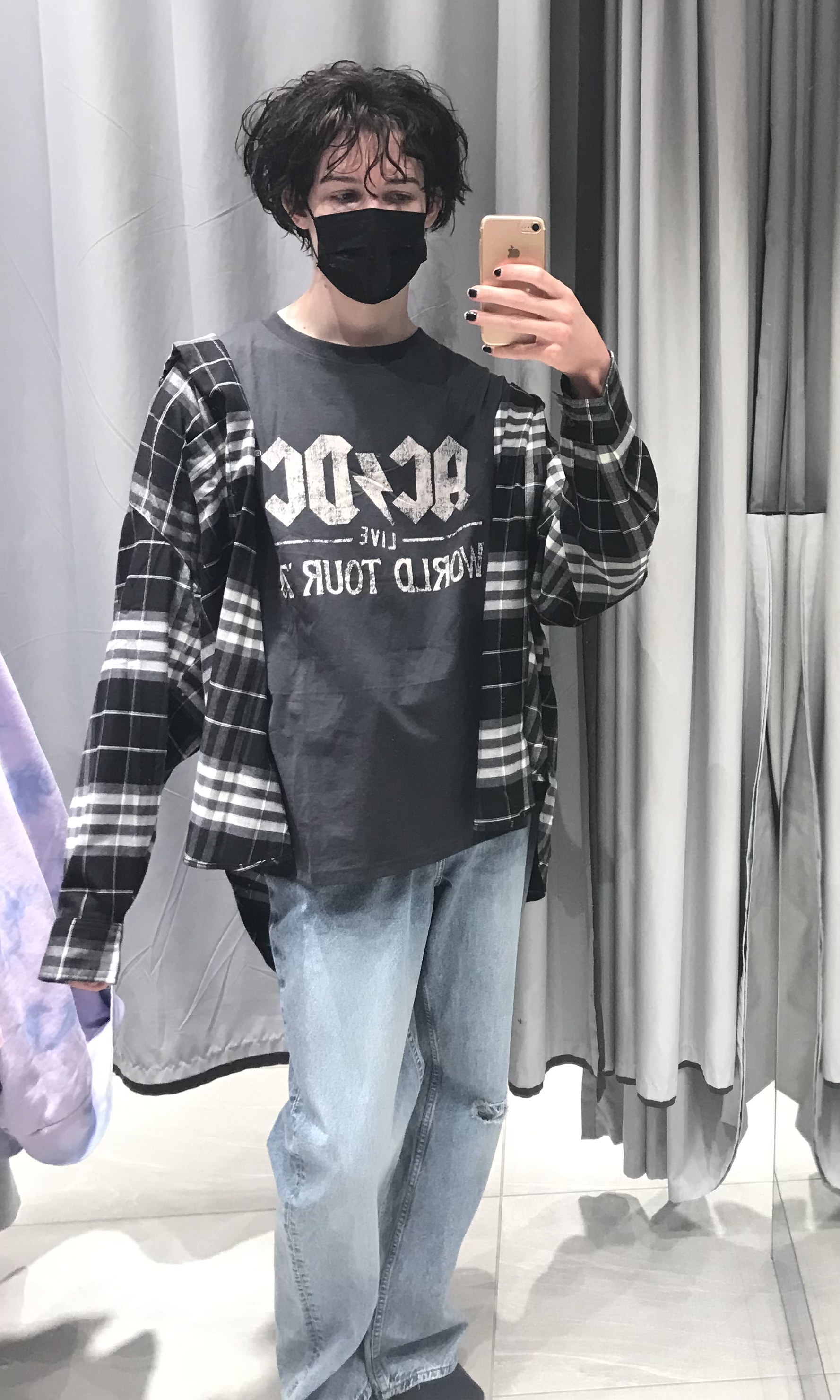
Jovem Grunge

Soft grunge é um estilo de moda que originou no Tumblr no final dos anos 2000 e no início dos anos 2010, influenciada pela moda grunge e outros estilos dos anos 90.

## História
O estilo teve origem na rede social Tumblr. A redatora da Alternative Press, Marian Phillips, citou Sky Ferreira como tendo "amplamente popularizado" o estilo a partir de 2009.
A revista i-D citou o estilo como influente nos estilos de moda e-girl e VSCO girl, que originaram no final dos anos 2010.

## Moda
O soft grunge é influenciado pela moda dos anos 1990, particularmente a moda grunge. Muitas vezes faz uso de cores pastel, especialmente rosa e azul.
Roupas soft grunge geralmente incluem: o uso de tachas e espigões, ténis Vans, sapatos plataforma, padrões florais, camisas de flanela, jeans rasgados, coroas de flores e saias de ténis. O cabelo também costuma ser pintado.

## Música
A música soft grunge mistura elementos de pop punk, emo, rock alternativo e, às vezes, shoegaze. Bandas soft grunge notáveis incluem Citizen, Title Fight, Turnover, Basement, Balance and Composure e Tigers Jaw.